# Referèndum d'Eslovàquia de 2015
El referèndum sobre el matrimoni homosexual o també conegut com a referèndum sobre la família fou dut a terme a Eslovàquia el 7 de febrer de 2015. La consulta referendària incloïa tres preguntes adreçades a l'electorat, la primera sobre el matrimoni homosexual, la segona sobre l'adopció de nens per part de persones homosexuals, i la tercera sobre si els nens han de rebre educació sexual a les escoles públiques. Els crítics argumentaven que el referèndum va ser promogut per grups ultraconservadors que buscaven limitar els dret dels homosexuals al país.
El referèndum va ser declarat invalid degut a la baixa participació, del 21,4% dels votants censats, molt inferior al 50% que l'hagués fet vinculant.

## Preguntes del referèndum
Els votants hagueren de respondre a tres preguntes, que foren les següents:
- Està vostè d'acord que només una parella formada per un home i una dona pugui ser anomenada matrimoni?
- Està vostè d'acord que les parelles formades per membres del mateix sexe no puguin adoptar o criar nens?
- Està vostè d'acord que les escoles no puguin obligar els nens a participar en una educació que concerneixi temes com la sexualitat o l'eutanàsia sense el consentiment de llurs pares?

Una quarta pregunta que concernia les unions civils fou rebutjada pel Tribunal Constitucional d'Eslovàquia.

## Enquestes d'opinió
L'Eurobaròmetre del 2006 mostrà que el 19% dels eslovacs donaven suport al matrimoni homosexual i el 81% s'hi oposava, mentre que un 12% donava suport a l'adopció de nens per part de persones homosexuals, mentre que el 84% s'hi oposaven.
Les enquestes han mostrat durant les setmanes anteriors al referèndum que un 35% de la població votaria, amb un 85% a favor de la primera pregunta, és a dir, en contra del matrimoni homosexual, un 78% a favor de la prohibició de l'adopció i un 70% en la tercera pregunta. L'oposició al referèndum és major entre els àmbits estudiantils, la gent soltera, els menors de 35 anys i els ateus.

## Resultats
El referèndum va ser declarat invalid degut a la baixa participació, del 21,4% dels votants censats, molt inferior al 50% que l'hagués fet vinculant.
| Pregunta                                        | A favor | A favor | En contra | En contra | Invalid/ Blanc | Total   | Votants registrats | Participació |
| Pregunta                                        | Vots    | %       | Vots      | %         | Invalid/ Blanc | Total   | Votants registrats | Participació |
| ----------------------------------------------- | ------- | ------- | --------- | --------- | -------------- | ------- | ------------------ | ------------ |
| Pregunta 1                                      | 892,719 | 94.50   | 39,088    | 4.13      | 12,867         | 944,674 | 4,411,529          | 21.41%       |
| Pregunta 2                                      | 873,224 | 92.43   | 52,389    | 5.54      | 19,061         | 944,674 | 4,411,529          | 21.41%       |
| Pregunta 3                                      | 853,241 | 90.32   | 69,349    | 7.34      | 22,084         | 944,674 | 4,411,529          | 21.41%       |
| Font: Statistical Office of the Slovak Republic |         |         |           |           |                |         |                    |              |